# Isabella Santacroce
Isabella Santacroce (Riccione, 30 aprile 1970) è una scrittrice italiana.

## Biografia
Dopo aver frequentato il DAMS di Bologna partecipa ad alcune mostre d’arte a Parigi, Londra, Tokyo e New York. Esordisce nel 1995 con Fluo (1995) primo libro della cosiddetta "trilogia dello spavento". Seguono Destroy e Luminal, pubblicati da Feltrinelli. Destroy suscita un certo interesse in Italia. Per le tematiche trattate è stata accostata dalla stampa ai Cannibali, pur non essendo antologizzata nella celebre raccolta di racconti. Nel novembre del 1998, Santacroce pubblica per Polo Books  Kurt Cobain and Courtney Love. Canzoni maledette, una raccolta di traduzioni dei testi delle canzoni dei Nirvana e delle Hole. Nel 2001 pubblica per Mondadori Lovers, incentrato sull'amore nelle sue varie forme.
Nel 1999 collabora con la cantautrice Gianna Nannini nella scrittura dei brani di Aria del 2002, Grazie (2006) e Giannadream (2009),  Io e te (2011) e ai testi del film d'animazione Momo alla conquista del tempo. Tra i successi della Nannini che portano la firma della scrittrice di Riccione vi sono Aria (utilizzato nel 2007 nello spot pubblicitario della Fiat Bravo), Uomini a metà e Maledetto ciao.
Nel gennaio del 2004 viene pubblicato da Mondadori Revolver e l'anno successivo Dark Demonia, primo libro illustrato dell'artista Talexi che narra la storia di un angelo destinato all'inferno. L'anno successivo è la volta di Zoo, edito da Fazi Editore, in cui l'autrice delinea l'amore distruttivo nella famiglia dei protagonisti. Con V.M.18 del 2007, Santacroce inaugura la trilogia di romanzi cosiddetta "Desdemona Undicesima". Il primo romanzo, che rappresenta l'Inferno, parla degli sfrenati libertinaggi compiuti da 3 ragazzine quattordicenni all'interno di un collegio. Nel 2010 esce per Rizzoli la seconda parte della trilogia (il Paradiso) Lulù Delacroix, romanzo-fiaba che sfiora le 500 pagine.
Nel 2011 collabora alla stesura del brano Donna d'Onna, cantato da Elisa, Giorgia, Fiorella Mannoia, Gianna Nannini e Laura Pausini per Amiche per l'Abruzzo iniziativa benefica promossa dalla Pausini. Lo stesso anno porta in scena lo spettacolo teatrale Via crucis col regista Cosimo Damiano Damato. Sempre nel 2011 ha organizzato la performance collettiva Cerbiatti rivoltosi insieme a Voici La Bombe.
Nel 2012 pubblica Amorino, il terzo e ultimo della trilogia "Desdemona Undicesima" (il Purgatorio). Amorino è ambientato nel 1911 a Minster Lovell, un villaggio inglese, e narra la storia di Albertina e Annetta Stevenson, due sorelle gemelle monozigoti dalla doppia personalità.
Nel 2015 è la volta di Supernova, primo romanzo di una nuova trilogia, la "Trilogia di Eva", ambientato a Milano, e che racconta la storia d'amore e di prostituzione di tre adolescenti.
All'inizio del 2018 apre la sua casa editrice Desdemona Undicesima Edizioni per la quale pubblica la sua dodicesima opera dal titolo La Divina, acquistabile esclusivamente sul sito della casa editrice. Per la nuova casa editrice ha pubblicato anche altri suoi romanzi del passato, ma in edizione numerata e limitata.
Nel 2020 avvia il progetto Versus - Autobiografia di un anno della mia vita all'interno del quale, tra gli altri contenuti, ha pubblicato alcuni estratti del libro Ultraviolence Magnificat Amour.

## Opere
- Fluo. Storie di giovani a Riccione, Castelvecchi, 1995. ISBN 88-86232-29-2; Feltrinelli, 1999
- Destroy, Feltrinelli, 1996. ISBN 978-88-07-70083-5
- Luminal, Feltrinelli, 1998. ISBN 978-88-07-70097-2
- Lovers, Mondadori, 2001. ISBN 978-88-04-49431-7
- Revolver, Mondadori, 2004. ISBN 978-88-04-52513-4
- Dark Demonia, Mondadori, 2005. ISBN 978-88-04-53941-4
- Zoo, Fazi, 2006. ISBN 978-88-8112-914-0
- V.M.18, Fazi, 2007. ISBN 978-88-8112-827-3
- Lulù Delacroix, Rizzoli, 2010. ISBN 978-88-17-03768-6
- Amorino, Bompiani, 2012. ISBN 978-88-452-6983-7
- Supernova, Mondadori, 2015. ISBN 978-88-04-64782-9
- La Divina, Desdemona Undicesima Edizioni, 2019.
- Magnificat Amour, il Saggiatore, 2024.

## Filmografia
Attrice
- Blue(s), regia di Domenico Liggeri (1997), cortometraggio

Sceneggiatrice
- Luminal, regia di Andrea Vecchiato (2004)

## Riconoscimenti
- 2006 - finalista Premio Rapallo Carige per la donna scrittrice per Zoo
- 2012 - finalista Premio Bergamo (letteratura) per Amorino